# Бракти
Бракти (фр. Bracquetuit) насеље је и општина у северној Француској у региону Горња Нормандија, у департману Приморска Сена која припада префектури Дјеп.
По подацима из 2011. године у општини је живело 331 становника, а густина насељености је износила 39,08 становника/km². Општина се простире на површини од 8,47 km². Налази се на средњој надморској висини од 168 метара (максималној 167 m, а минималној 133 m).

## Демографија
| 1962. | 1968. | 1975. | 1982. | 1990. | 1999. | 2011. |
| ----- | ----- | ----- | ----- | ----- | ----- | ----- |
| 241   | 282   | 248   | 256   | 298   | 304   | 331   |

График промене броја становника у току последњих година